# Paula Marshall
Paula Marie Marshall (Rockville, 12 de junho de 1964) é uma atriz norte-americana.
Nascida no estado de Maryland, é conhecida por seus papéis em séries de televisão como The Wonder Years (Bonnie Douglas); Cupid (dra. Claire Allen); Veronica Mars (Rebecca James); Out of Practice (dra. Regina Barnes); e Californication (Sonja).
Em 12 de outubro de 2003 casou-se com o ator Danny Nucci, com quem teve seu primeiro filho em março de 2005.

## Carreira
Em 1990, Paula fez algumas aparições em seriados de TV como True Blue e no episódio piloto da série The Flash. Em 1991 participou de um episódio da série Superboy. Em 1992 participou como convidada em três episódios de The Wonder Years (Anos Incríveis, no Brasil), atuou também em outras séries e no longa metragem Hellraiser III. No ano seguinte, além de participar de alguns filmes B, Paula fez uma aparição em um dos episódios da série Seinfeld.
Em 1994 estrelou sua primeira série de televisão, Wild Oats, por seis episódios. Após alguns anos com pequenas participações em outras séries, Paula atuou, ao lado de Bette Midler e Dennis Farina, no filme That Old Feeling (lançado no Brasil com o título de Guerra dos Sexos), onde interpretou Molly De Mora, personagem que na trama acaba se apaixonando por Joey Donna, interpretado por Danny Nucci. Neste mesmo ano Paula atuou na série Chicago Sons, que não passou da primeira temporada (13 episódios).
Em 1998, suas principais atuações foram sete episódios na série Spin City, onde também atuaram famosos como: Michael J. Fox; Charlie Sheen e Heather Locklear, e sua participação no filme Thursday, estrelado por Aaron Eckhart. No ano seguinte Paula atuou em duas novas séries de televisão; a primeira foi Cupid, onde esteve presente em todos os 15 episódios, e a segunda foi Snoops, que também não passou da primeira temporada, interpretou uma detetive particular ao lado da atriz Gina Gershon e do ator Danny Nucci.
Nos anos de 2000 e 2001 seus principais trabalhos foram nas séries Sports Night e Cursed; na primeira esteve em três episódios e na segunda, nove. No ano seguinte, esteve em dois episódios da série Just Shoot Me!.

## Filmografia
- 1990 - The Flash (TV) : Iris West
- 1992 - Hellraiser III: Hell on Earth : Terri
- 1993 - Warlock: The Armageddon : Samantha Ellison
- 1993 - Nurses on the Line: The Crash of Flight 7 (TV) : Jill Houston
- 1993 - Full Eclipse (TV) : Liza
- 1993 - A Perry Mason Mystery: The Case of the Wicked Wives (TV) : Margo / Debra Walters
- 1994 - Wild Oats (série de TV) : Shelly Thomas
- 1994 - The New Age : Alison Gale
- 1995 - W.E.I.R.D. World (TV) : Dr Abby O'Reardon
- 1996 - A Family Thing : Karen
- 1997 - Chicago Sons (série de TV) : Lindsay Sutton
- 1997 - Spin City (série de TV) : Laurie (2ª temporada)
- 1997 - That Old Feeling : Molly De Mora
- 1997 - A Gun, a Car, a Blonde : Deborah / Garota na fotografia
- 1998 - Thursday : Christine
- 1998-1999 - Cupid (série TV) : Dr Claire Allen
- 1999 - Snoops (Snoops) (série de TV) : Dana Plant
- 2001 - Second to None (TV)
- 2002 - Hidden Hills (série de TV) : Dr Janine Barber
- 2003 - Alligator Point (TV)
- 2003 - Cheaper by the Dozen : Tina Shenk
- 2004 - Cooking Lessons (série de TV)
- 2004-2006 - Veronica Mars (série de TV) : Rebecca James (4 episódios)
- 2005 - Break a Leg : Alice
- 2007 - Nip/Tuck : Kate Tinsley (5ª temporada)
- 2007 - Californication (série de TV) : Sonja
- 2008 - Gary Unmarried : Allison Brooks
- 2011 - House MD : Julia Cuddy